# 孫徐春
孫徐春（1960年—），國家一級演員。浙江寧波人，滬劇演員。1974年考入上海滬劇團學館，1979年畢業後留團（今上海滬劇院）。其唱腔師承「王派」。

## 作品
孫徐春曾先後主演《庵堂相會》、《小巷之花》、《逃犯》、《血染姊妹花》、《牛仔女》、《碧海青天夜夜心》、《石榴裙下》、《大紅喜事》、《陳毅在上海》和《家》等劇碼。
另外，孫徐春曾於2007年出版過一張吳語上海話流行音樂專輯，名為《風花雪月·海上繁華夢》。并標榜「滬歌第一輯」。
- 《風花雪月·海上繁華夢》目錄：

1. 夜上海印象
2. 蜂花殘淚
3. 老祖母的旗袍
4. 未了情
5. 醉紅塵
6. 玫瑰眼睛
7. 百樂門
8. 老城追憶
9. 時光變奏
10. 老劇場的故事
11. 老派男人

## 榮譽
- 1985年獲得第三屆上海戲劇節主角獎。
- 1995年獲中國戲劇節優秀配角獎。
- 2004年獲上海白玉蘭戲劇表演主角獎。